# Хромосома 6 (людина)

Ідіограма 6-ї хромосоми людини

Хромосома 6 — одна з 23 пар хромосом людини. За нормальних умов у людей дві копії цієї хромосоми. 6-та хромосома має в своєму складі 170 млн пар основ або 5.5-6 % від загальної кількості нуклеотидів в ДНК клітин. Також, в даній хромосомі локалізується головний комплекс гістосумісності, в якому налічується понад 100 генів, що регулюються імунну відповідь.

Ідентифікація генів кожної хромосоми є пріоритетним напрямком наукових досліджень в генетиці. Проте, дослідники застосовують різні підходи щодо визначення кількості генів в кожній хромосомі, внаслідок цього дані щодо їх кількості демонструють різні цифри. Це також стосується і хромосоми 6, в якій налічують від 2000 до 2057 генів.

## Гени
Найбільш вивченими генами, що розташовані в хромосомі 6 є наступні:

### Плече p
- CYP21A2 — цитохром P450, клас 21, підклас A, поліпептид 2
- GABBR1 — R1-субодиниця ГАМКB-рецептора
- DDR1 — мембранний білок, рецепторна тирозинкиназа
- DTNBP1 — дисбіндин, ген-кандидат шизофренії
- PRL — пролактин
- QKI
- TNF — фактор некрозу пухлини
- Runx2 — білок, фактор транскрипції, регулятор розвитку кісткової тканини, що відповідає за формування остеобластів. Мутації в цьому гені можуть призводити до ключично-черепного дизостозу.

### Плече q
- FABP7 — член FABP-родини, маркер радіальної глії
- FYN — нерецепторна кіназа src-родини
- MAP3K7
- PLG — плазміноген, профермент плазміну та ангіостатину
- SESN1 — білок родини сестринів
- VIL2 — вілін 2
- VIP — вазоактивний інтестинальний пептид

## Хвороби та розлади
- Анкилозуючий спонділоартрит — HLA-B
- Полікістоз нирок — PKHD1
- Несиндромна глухота автосомно-домінантних типів 10 та 13; автосомно-рецесивного типу 37 — EYA4, COL11A2, MYO6
- Лейциноз — BCKDHB
- Дефіцит 21-гідроксилази — Вроджена гіперплазія кори наднирників
- Гемохроматоз
- Зоб Хашимото
- Колагенопатія типів II і XI
- Метилмалонова ацидемія
- Отоспондиломегаепіфізарна дисплазія
- Порфирія
- Ревматоїдный артрит
- Цукровий діабет 1-го типу
- Синдром Стіклера тип III
- Синдром Елерса-Данлоса, класична гіпермобільність
- Системний червоний вовчак
- Целіакія
- Епілепсія
- Хвороба Паркінсона
- Синдром Гієна-Барре
- Сидеробластна анемія